# Cors d'acer
Cors d'acer (títol original en anglès, Fury) és una pel·lícula nord-americana de guerra centrada en la Segona Guerra Mundial, dirigida i escrita per David Ayer. Els protagonistes són Brad Pitt, Shia LaBeouf, Logan Lerman, Jon Bernthal i Michael Peña. La seva estrena en cinemes dels Estats Units va ser el 17 d'octubre de 2014. Ha estat doblada al català.

## Argument
La pel·lícula està ambientada durant l'últim mes de la guerra en el teatre europeu durant la Segona Guerra Mundial, a l'abril de 1945. Mentre els Aliats duen a terme el seu cop final a Europa, un aguerrit sergent de l'exèrcit dels Estats Units en la 2a Divisió Cuirassada anomenat Do "Wardaddy" Collier (Brad Pitt) comanda un tanc Sherman M4A3I8 anomenat "Fury", i a la seva tripulació de cinc homes en una mortal missió darrere de les línies enemigues. La resta de la tripulació la compon un equip de veterans: el tirador Boyd "Bíblia" Swan (Shia LaBeouf), el carregador Grady "Coon-Ass" Travis (Jon Bernthal) i el conductor Trini "Gros" García (Michael Peña); l'artiller auxiliar del tanc, sobrenomenat "Red", ha mort en la batalla i el seu reemplaçament és un mecanògraf de l'Exèrcit recentment allistat, Norman Ellison (Logan Lerman), qui tampoc ha vist l'interior d'un tanc, ni experimentat els estralls de la guerra. En una base d'operacions, es revela que Wardaddy odia les unitats de les Waffen-SS, la qual cosa es mostra quan copeja a un oficial de les SS captiu, abans de dir-li a Norman que ha de matar a tot oficial de les SS que vegi.
Tota la tripulació, excepte Norman, ha estat unida des de la Campanya a Àfrica del Nord, la qual cosa provoca menyspreus al nou recluta, tant per la seva falta d'experiència com per la seva negativa a matar alemanys, com als adolescents de la Hitlerjugend, una decisió que provoca la mort del cap de la columna de tancs, el tinent Parker (Xavier Samuel), la destrucció del seu tanc i la tripulació per aquests Hitlerjugend. En un esforç per "educar-lo" a les realitats de la guerra, un Wardaddy furiós exigeix a Norman matar a un presoner de guerra alemany. Quan Norman es nega, llavors Wardaddy posa per la força un revòlver a la mà de Norman i li fa assassinar el presoner.
El vincle entre Norman i Wardaddy es torna més fort després de la captura d'una petita ciutat alemanya. Durant la cerca de soldats nazis amagats, els dos entren en una casa i descobreixen una dona alemanya, Irma (Anamaria Marinca) i la seva cosina Emma (Alicia von Rittberg). En lloc de maltractar-les, Wardaddy els demana una galleda d'aigua calenta i els proporciona dos ous de gallina perquè puguin cuinar-los i així desdejunar els quatre junts. Mentre les alemanyes cuinen, Norman toca en el piano la cançó "Virgin's Slumber Song", que resulta ser la favorita d'Emma, qui decideix entonar la cançó al costat de Norman sota la mirada de Wardaddy, qui s'endreça i mostra horribles cicatrius de cremades en la seva esquena. Norman es fica al llit amb Emma a portes tancades en el dormitori. Després de sortir, els quatre se senten i prenen el desdejuni junts, però en aquest instant la tripulació del tanc apareix a l'apartament, i es burlen amb rudesa de les dones, fet que enfuria Wardaddy i a Norman. Poc després, un bombardeig alemany copeja la ciutat, matant Emma, Irma i algunes de les forces nord-americanes. Això, juntament amb l'observació de soldats alemanys en retirada cremant els seus propis pobles i la crueltat que mostren a d'altres alemanys que no lluiten per la Wehrmacht, endureix el Norman.
L'escamot de quatre tancs, liderat ara pel Fury, rep ordres per mantenir una cruïlla vital, la protecció d'un camí clar per subministrar trens (el mapa mostra Emmerthal, al sud de Hamelín, on el ferrocarril de la conca del Ruhr a Hannover travessa el riu Weser). En el camí a la cruïlla, són emboscats per un tanc pesat alemany Tigre I, que destrueix ràpidament a un dels tancs nord-americans. Els tres Shermans restants a contracor ataquen el tanc alemany, sabent que són superats en blindatge i armament pel canó de 88 mm del panzer. El trio de Shermans avancen tractant de flanquejar al Tigre I, però aquest destrueix dos Shermans més. Amb una maniobra decisiva i gràcies a l'experiència en combat, el Fury es posa darrere del Tigre I (on el seu blindatge és més feble), i ho destrueix amb el seu canó de 76 mm. Bíblia assenyala que ell creu que es van salvar per alguna raó i els homes es dirigeixen a la cruïlla, sabent que són l'única oportunitat per protegir el campament en el camí. D'altra banda, Norman confessa a Wardaddy que ha començat a gaudir matant soldats nazis.
En arribar a l'encreuament, el Sherman queda immobilitzat quan trepitja una mina antitancs, i una de les seves erugues és destruïda. Norman es col·loca de vigilant entre uns arbres i aviat descobreix que una columna d'uns tres-cents soldats Waffen-SS d'infanteria es dirigeix a la seva posició. La tripulació inicialment vol abandonar el tanc i escapar a peu, però Wardaddy es nega a sortir. La tripulació, que no vol abandonar al seu líder, decideix quedar-se i planegen una emboscada.
Immobilitzats, superats en nombre i armament, Wardaddy i els seus homes, no obstant això, aconsegueixen causar grans baixes als alemanys; utilitzant totes les seves armes, tant l'armament del tanc com les armes personals. Wardaddy utilitza un fusell d'assalt alemany Sturmgewehr 44, a més del seu revòlver M1917 calibre 45 i Norman un subfusell M3. A mesura que continua la lluita i comencen a escassejar les municions, d'un en un van caient: Grady per impacte per un coet antitancs que li travessa el pit, Gros sacrifica la seva vida per Norman, doncs en intentar tirar una granada és ferit i aquesta cau dins del tanc, Gros la pren, es posa en posició fetal i la granada explota, matant-lo; i Bíblia mor d'un tret al davant. Amb ells morts, Wardaddy resulta greument ferit per un franctirador de les SS que usa un fusell Kar 98k. Norman i Wardaddy es refugien de nou en el tanc on comparteixen les seves últimes paraules. Quan els soldats de les SS llancen dues granades dins del tanc, Wardaddy, ferit i incapaç de moure's, dona l'ordre a Norman perquè escapi a través de l'escotilla d'emergència del fons del tanc. Norman s'escapa a l'instant i s'amaga en el cràter de l'explosió de la mina que va destrossar l'eruga. Un jove soldat de les Waffen-SS descobreix Norman sota el tanc, però li perdona la vida i no diu gens al seu oficial en comandament (segurament per respecte al jove soldat). Norman continua ocult mentre veu com els soldats alemanys supervivents se'n van esgotats i malferits del lloc, aparentment massa afeblits per atacar als aliats més enllà de la cruïlla.
L'endemà al matí, els metges de l'exèrcit nord-americà troben a Norman dins del tanc i l'informen que les accions de la tripulació del tanc van ser heroiques. Els assistents sanitaris porten Norman a una ambulància per ser transportat a una base segura. Quan el vehicle comença a allunyar-se, la pel·lícula conclou amb una presa zenital en la qual es pot observar centenars de soldats de les SS morts envoltant al Fury.

## Repartiment
- Brad Pitt com el Sergent Don "Wardaddy" Collier.
- Shia LaBeouf com el Cap Tècnic de 5è grau Boyd "Bible" Swan.
- Logan Lerman com el Soldat Norman "Machine" Ellison.
- Michael Peña com a Cap Trini "Gros" García.
- Jon Bernthal com el Soldat de 1a classe Grady "Coon-Ass" Travis.
- Jason Isaacs com el Cpt. "Old Man" Waggoner
- Scott Eastwood com el Sergent Milers.
- Xavier Samuel com el Tinent Parker.
- Brad William Henke com el Sergent Davis.
- Alicia von Rittberg com a Emma.
- Anamaria Marinca com a Irma.
- Kevin Vance com el Sergent Peterson.
- Branko Tomović com un Cap alemany
- Iain Garrett com el Sergent Foster.
- Stella Stocker com a Edith.

## Producció
El 13 de febrer de 2013, Deadline va donar a conèixer que QED International havia adquirit un nou projecte anomenat "Fury" per a finançar-lo, el guió estaria a càrrec de David Ahir qui també la dirigiria més tard a aquest any. El 3 d'abril la producció va ser programada per començar al setembre de 2013. El 10 d'abril de 2013 Sony Pictures va guanyar la subhasta d'Universal Pictures per a la pel·lícula i Columbia Pictures va adquirir els drets nacionals de la pel·lícula.

### Càsting
El 3 d'abril de 2013, Sony va començar a buscar el repartiment per a la pel·lícula, amb Brad Pitt, qui prèviament havia protagonitzat la pel·lícula de 2009 Inglourious Basterds, accedint finalment a prendre el paper principal en Fury. El 23 d'abril, Shia LaBeouf es va unir al repartiment com coprotagonista de Pitt. L'1 de maig va ser anunciat que Logan Lerman s'uniria al repartiment interpretant al membre de la tripulació de Pitt com Norman Ellison. El 14 de maig, THR va anunciar que Michael Peña estava en negociacions d'interpretar al conductor del tanc de Pitt. El 17 de maig, Jon Bernthal es va unir al repartiment com Grady Travis. El 26 d'agost, Scott Eastwood també es va unir al repartiment de Fury, interpretant al sergent Milers. El 19 de setembre, Brad William Henke es va unir al repartiment de Fury, com el sergent Davis, comandant un altre tanc, Lucy Sue. Jason Isaacs també es va unir al repartiment, el 7 d'octubre de 2013. Altres membres del repartiment són Xavier Samuel, Jim Parrack, Kevin Vance i Branko Tomović.

### Rodatge

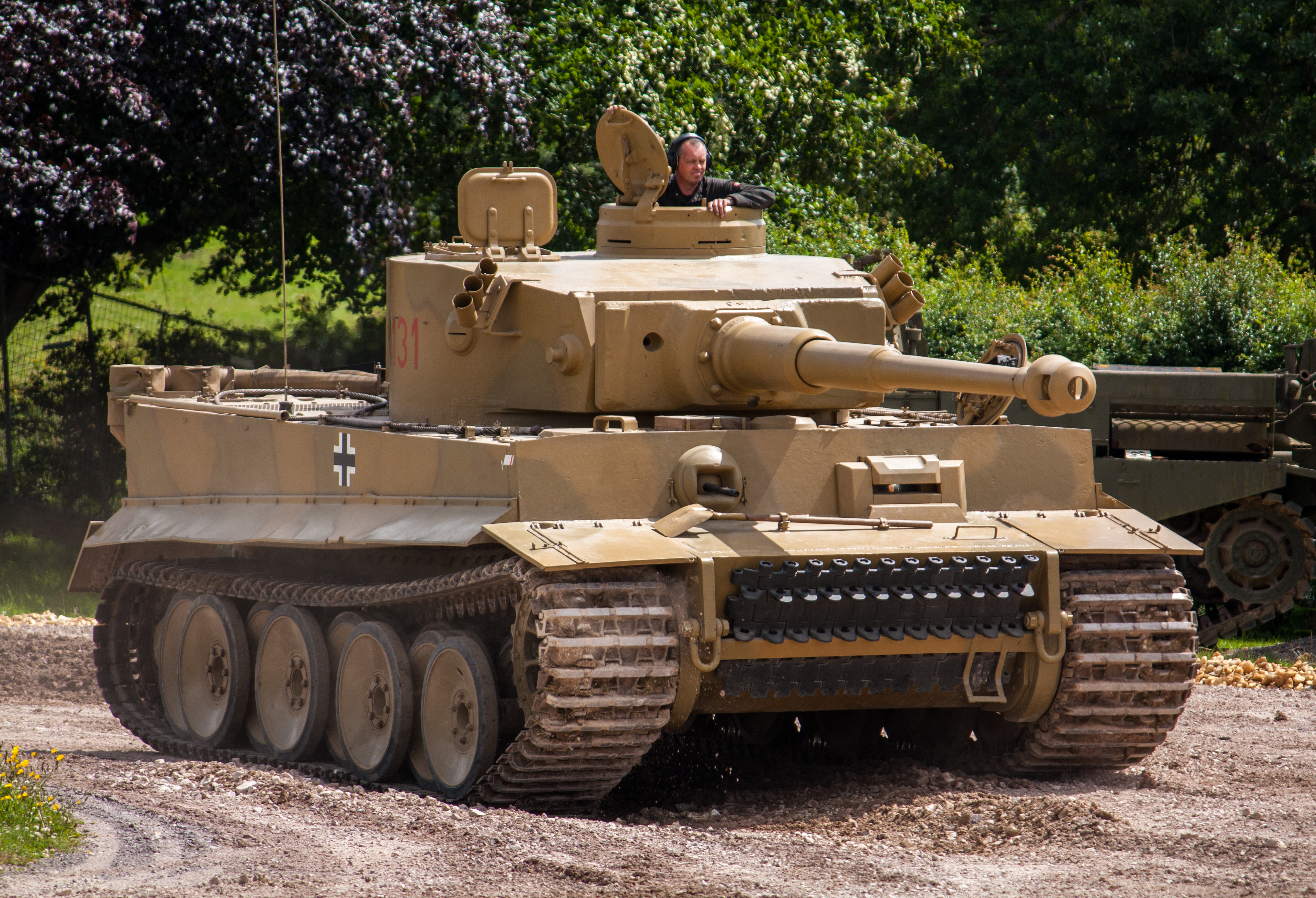
El Tiger 131, l'únic tanc Tiger I operatiu del món, va ser prestat per The Tank Museum per a la pel·lícula

Els treballadors de la pel·lícula estaven rodant les escenes de Hertfordshire, Anglaterra, el setembre de 2013. Brad Pitt va ser descobert en els preparatius de la seva nova pel·lícula conduint un tanc el 3 de setembre en camps anglesos. El rodatge de la pel·lícula va començar el 30 de setembre de 2013, en terres d'Oxfordshire. Els estudis Pinewood van enviar cartes d'advertiment als habitants del poble de Shirburn, Pyrton i Watlington que hi hauria alguns trets i explosions durant el rodatge de Fury. El 15 d'octubre de 2013, un doble va ser apunyalat en l'espatlla accidentalment per una baioneta mentre filmava en el conjunt de Pyrton. Va ser portat a l'hospital John Radcliffe, Oxford, per una ambulància aèria, la policia va confirmar que va ser un accident. El novembre la pel·lícula va causar polèmica per rodar una escena en el Dia del Record en el qual hi havia extres amb uniformes nazis. Es van disculpar per l'incident, i Sony també ho va fer. La pel·lícula compta amb l'últim Tiger I operacional supervivent. El vehicle, conegut com el Tiger 131, pertany al Museu de Tancs de Bovington. És la primera vegada que un tanc Tiger I, i no una versió de suport, s'ha utilitzat durant el rodatge.

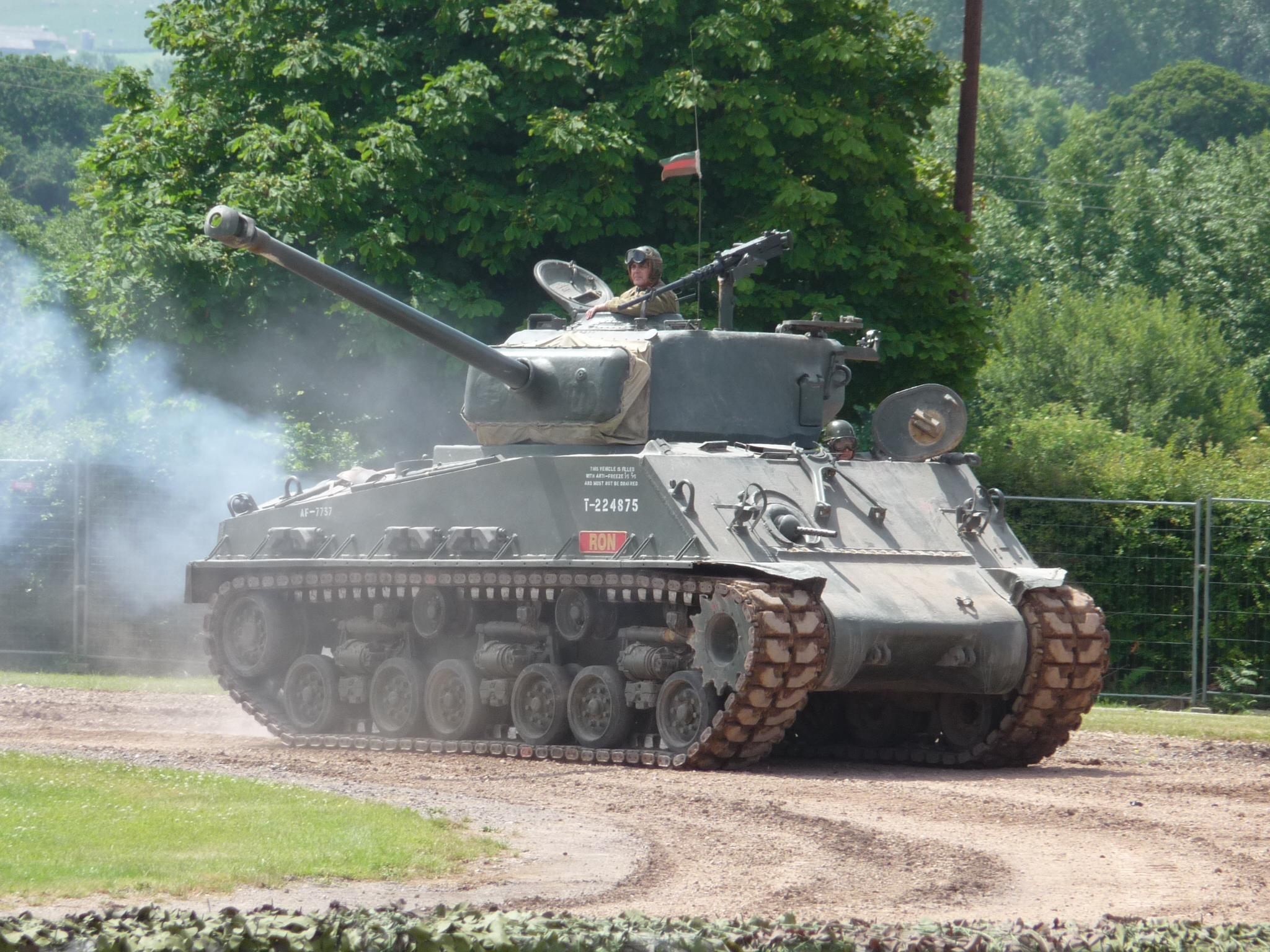
El M4 Sherman restaurat propietat de The Tank Museum utilitzat per a la pel·lícula

### Música
El 19 de novembre de 2013, el compositor Steven Price va signar per a compondre la música de la propera pel·lícula de la Segona Guerra Mundial d'Ahir. El 26 d'agost de 2014, va ser anunciat que Varèse Sarabande alliberaria l'àlbum de la banda sonora original per a la pel·lícula el 14 d'octubre de 2014.

## Estrena
Sony Pictures va fixar prèviament el 14 de novembre de 2014 com la data d'estrena als Estats Units de Fury. El 12 d'agost de 2014, la data va ser traslladada al 17 d'octubre. La pel·lícula es va estrenar en el Regne Unit el 24 d'octubre de 2014, segons el calendari d'estrenes de l'Associació de Distribuïdors de Pel·lícules (FDA).

## Pirateria
La pel·lícula va ser il·legalment col·locada en xarxes peer to peer i llocs de pirateria el 27 de novembre del 2014 juntament amb altres quatre títols de Sony Pictures que no havien estat estrenats (Annie, Mr. Turner, Still Alice i To Write Love on Her Arms). En els primers tres dies es calcula que Fury va tenir més d'1,2 milions de descàrregues.

## Curiositats
Aquest és el primer film que ha utilitzat un veritable tanc Panzer VI Tiger. Es tracta de l'únic tanc del seu tipus encara operatiu i que és propietat del Museu de Bovington.
Frontalment, el canó M1A2 del M4A3I8 era capaç de travessar els 100 mm de blindatge del Tiger a 450 metres, però el Flak del 88 va ser adaptat per al seu ús en tancs i podia literalment «travessar» un Sherman de costat a costat.

## Premis i nominacions
| Premi                                             | Categoria                                            | Receptors                    | Resultat |
| ------------------------------------------------- | ---------------------------------------------------- | ---------------------------- | -------- |
| Premis de la Crítica Cinematogràfica              | Millor pel·lícula d'acció                            | Millor pel·lícula d'acció    |          |
| Premis de la Crítica Cinematogràfica              | Millor actor en una pel·lícula d'acció               | Brad Pitt                    |          |
| Hollywood Film Awards                             | Millor muntatge                                      | Jay Cassidy i Dody Dorn      |          |
| Hollywood Music in Mitjana Awards                 | Millor música original                               | Steven Price                 |          |
| Gremi de Muntadors de So                          | Millors efectes en una pel·lícula de llengua anglesa | Fury                         |          |
| National Board of Review                          | Top 10 de pel·lícules                                | Fury                         |          |
| National Board of Review                          | Millor repartiment                                   |                              |          |
| People's Choice Awards                            | Actor Favorit                                        | Brad Pitt                    |          |
| People's Choice Awards                            | Actor favorit en una pel·lícula dramàtica            | Brad Pitt                    |          |
| Societat de Crítics de Phoenix                    | Millor actor de repartiment                          | Logan Lerman                 |          |
| Premis del Sindicat d'Actors de Cinema            | Millor repartiment de dobles                         | Fury                         |          |
| Premis Satellite                                  | Millor adreça d'art                                  | Andrew Mendez, Peter Russell |          |
| Premis Satellite                                  | Millor muntatge                                      | Dody Dorn, Jay Cassidy       |          |
| Premis Satellite                                  | Millor banda sonora                                  | Steven Price                 |          |
| Festival Internacional de Cinema de Santa Barbara | Premi Virtuosos                                      | Logan Lerman                 |          |